# Михайловка (Прокоп'євський округ)
Миха́йловка (рос. Михайловка) — село у складі Прокоп'євського округу Кемеровської області, Росія.

## Населення
Населення — 573 особи (2010; 673 у 2002).
Національний склад (станом на 2002 рік):
- росіяни — 60 %
- чуваші — 37 %